# Lethe tristigmata
Lethe tristigmata är en fjärilsart som beskrevs av Henry John Elwes 1887. Lethe tristigmata ingår i släktet Lethe och familjen praktfjärilar. Inga underarter finns listade i Catalogue of Life.